# 下石津郡

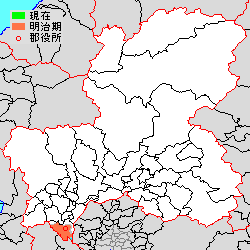
岐阜県下石津郡の位置（水色：後に他郡から編入した区域）

下石津郡（しもいしづぐん）は、岐阜県にあった郡。

## 郡域
1879年（明治12年）に行政区画として発足した当時の郡域は、海津市の一部（南濃町戸田、南濃町徳田、南濃町庭田より南東かつ海津町福岡、海津町高須町、海津町馬目、海津町内記、海津町札野、海津町深浜、海津町江東、海津町福江、海津町古中島より南西）にあたる。

## 歴史

### 郡発足までの沿革
- 「旧高旧領取調帳」に記載されている、石津郡のうち後の本郡域の明治初年時点での支配は以下の通り。（44村）

| 知行               | 知行                                                      | 村数     | 村名                                                                                             |
| ------------------ | --------------------------------------------------------- | -------- | ------------------------------------------------------------------------------------------------ |
| 藩領               | 美濃高須藩                                                | 1町 11村 | 太田村、山崎村、上野河戸村、西駒野村、東駒野村、西小島村、東小島村、萱野村、札野村、梶屋村       |
| 藩領               | 美濃大垣藩                                                | 11村     | 大里村、安江村、下一色村、松山村、馬沢村、羽根村、奥条村、庭田村、徳田村、太田本新田村、徳田新田 |
| 藩領               | 尾張藩                                                    | 6村      | 五町村、柳湊村、福島村、福江村、馬飼村、沼新田                                                   |
| 幕府領             | 美濃郡代                                                  | 9村      | 七右衛門新田、帆引新田、安田新田、安田村、本阿弥新田、深浜村、宮地村、太田新田、内記村           |
| 幕府領             | 大垣藩預地                                                | 4村      | 外新田、内新田、中島村、亀池新田                                                                 |
| 幕府領 藩領        | 大垣藩預地 大垣藩                                         | 1村      | 下境村                                                                                           |
| 幕府領 藩領        | 大垣藩預地 大垣藩                                         | 1村      | 下境村                                                                                           |
| 幕府領 藩領        | 美濃郡代 高須藩 尾張藩                                    | 1村      | 万寿新田                                                                                         |
| 幕府領 藩領 寺社領 | 美濃郡代 高須藩 養老寺 寒窓寺 広徳寺 報土寺 慈願寺 真正寺 | 1村      | 馬目村                                                                                           |
| 藩領 寺社領        | 高須藩 高洲稲荷神社 其の他の寺社                          | 1村      | 高須村                                                                                           |
| 藩領 寺社領        | 高須藩 日光院 万徳院 天神社                               | 1村      | 札野新田                                                                                         |

- 慶応4年
  - 4月15日（1868年5月7日） - 幕府領・旗本領が笠松裁判所の管轄となる。
  - 閏4月25日（1868年6月15日） - 笠松裁判所の管轄地域が笠松県の管轄となる。
- 明治初年 - 領地替えにより名古屋藩領の一部（福江村・一之瀬村・万寿新田）が笠松県の管轄となる。
- 明治3年12月23日（1871年2月12日） - 高須藩が廃藩。領地は名古屋藩領となる。
- 明治4年
  - 7月14日（1871年8月29日） - 廃藩置県により、藩領が名古屋県、大垣県となる。
  - 11月22日（1872年1月2日） - 第1次府県統合により、全域が岐阜県の管轄となる。
- 明治5年（1872年）（43村）
  - 8月 - 徳田新田が徳田村に合併。
  - 高須町が高須村に合併。
- 明治7年（1874年）9月[6]（41村）
  - 馬飼村が中島郡川東村と合併して中島郡馬飼村となる。
  - 梶屋村が改称して下梶村となる。
  - 太田村・太田新田が合併して田鶴村となる。
- 明治8年（1875年）
  - 1月 - 以下の各村の統合が行われる[7]。（34村）
    - 三喜村 ← 馬目村、福島村、内記村
    - 三ツ葉村 ← 萱野村、東小島村、西小島村［本田分］
    - 稲山村 ← 下梶村、五町村、柳湊村、西小島村［新田分］
    - 羽沢村 ← 羽根村、馬沢村

  - 6月（32村）
    - 大里村・安江村が合併して太田村となる。
    - 下一色村・下境村が合併して境村となる。

### 郡発足後の沿革
- 明治12年（1879年）2月18日 - 郡区町村編制法の岐阜県での施行により、行政区画としての下石津郡が発足。「海西下石津郡役所」が高須村に設置され、海西郡とともに管轄。
- 明治14年（1881年）
  - 7月（1町34村）
    - 高須村の一部が分立して高須町となる。
    - 三ツ葉村が分割して萱野村・東小島村・西小島村となる。

  - 10月 - 徳田村の一部が分立して徳田新田となる。（1町35村）
  - 11月 - 三喜村が分割して馬目村・福島村・内記村となる。（1町37村）
- 明治16年（1883年）11月1日 - 三重県桑名郡江内村・油島新田・金廻村の所属が本郡に変更。（1町40村）
- 明治18年（1885年）9月 - 東駒野村が分割して福岡村・日下丸村となる。（1町41村）
- 明治22年（1889年）7月1日 - 町村制の施行により、高須町、西駒野村、徳田村、徳田新田、庭田村、奥条村、羽沢村、山崎村、太田村、上野河戸村、吉田村、田鶴村、松山村、境村、萱野村、札野村、内記村、馬目村、福岡村、日下丸村、西小島村、東小島村、稲山村、高須村、安田村、安田新田、本阿弥新田、沼新田、帆引新田、万寿新田、深浜村、福江村、金廻村、油島村、古中島村が発足。それにともない以下の変更が行われる。（1町34村）
  - 福島村が安八郡平原村に合併。
  - 中島村・内新田・外新田および亀池新田の大部分が合併して吉田村が発足。
  - 油島新田・江内村が合併して油島村が発足。
  - 亀池新田の残部が松山村に、宮地村が安田新田に、七右衛門新田が帆引新田にそれぞれ合併。
  - 海西郡古中島村の所属郡が本郡に変更。
- 明治30年（1897年）4月1日 - 郡制の施行のため、「海西下石津郡役所」の管轄区域および安八郡の一部の区域をもって海津郡が発足。同日下石津郡廃止。

## 行政
海西・下石津郡長
| 代 | 氏名 | 就任年月日                | 退任年月日                | 備考                                               |
| -- | ---- | ------------------------- | ------------------------- | -------------------------------------------------- |
| 1  |      | 明治12年（1879年）2月18日 |                           |                                                    |
|    |      |                           | 明治30年（1897年）3月31日 | 海西郡および安八郡の一部との合併により下石津郡廃止 |